# Pace di Lodi
La pace di Lodi, firmata nell'omonima città lombarda il 9 aprile 1454, mise fine allo scontro fra Venezia e Milano (guerre di Lombardia) che durava dall'inizio del Quattrocento.
La rilevanza storica del trattato risiede nell'aver garantito all'Italia quarant'anni di pace stabile, favorendo di conseguenza la fioritura artistica e letteraria del Rinascimento.

## Premesse

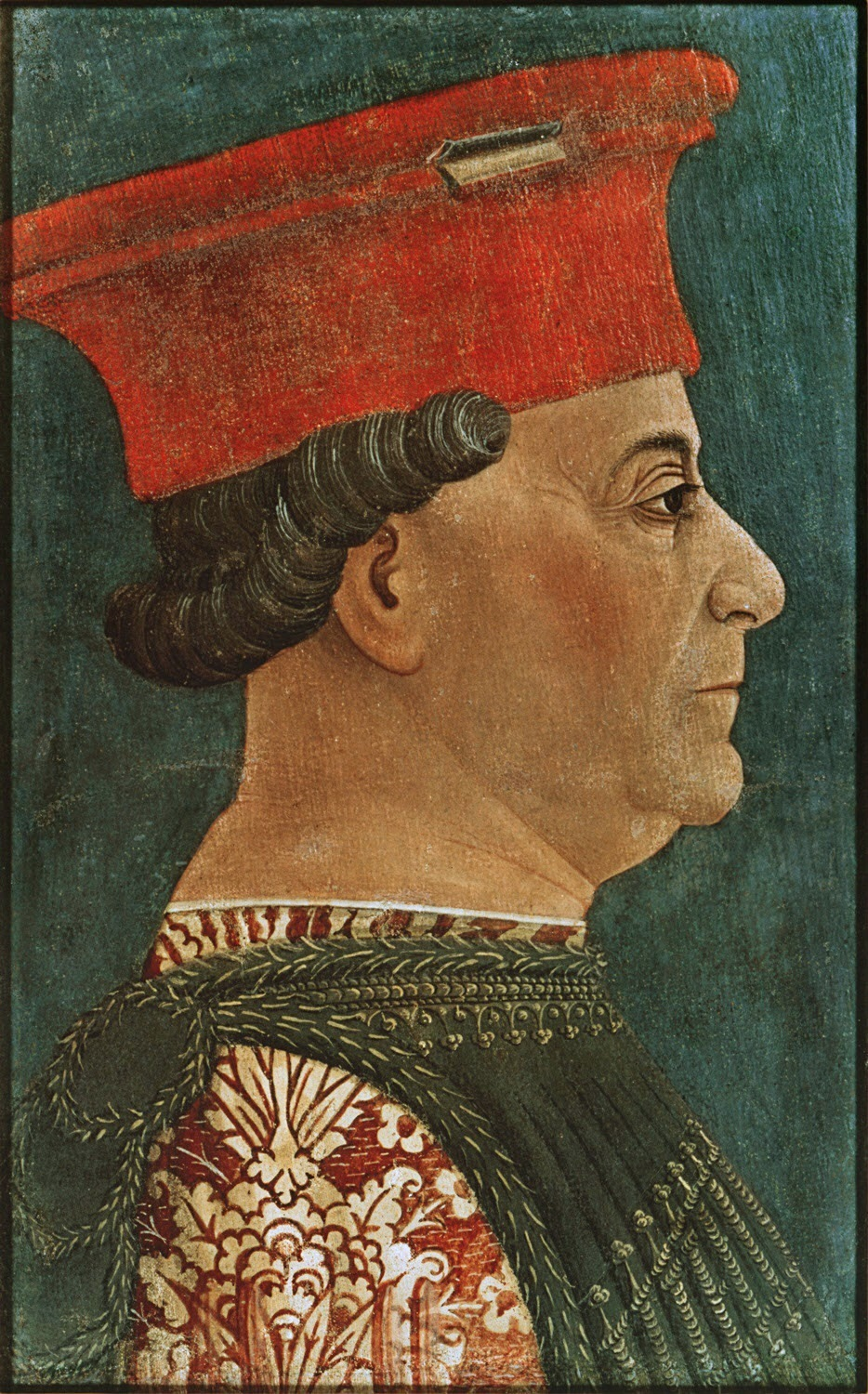
Francesco Sforza ritratto da Bonifacio Bembo, 1460 circa, Pinacoteca di Brera

### La guerra di successione milanese
Nel 1447 il duca di Milano Filippo Maria Visconti morì senza eredi maschi. Le disposizioni del padre, il duca Gian Galeazzo Visconti, volevano che in questo caso la nuova linea di successione dovesse partire da quella della figlia Valentina Visconti, duchessa d'Orléans e moglie di Luigi I di Valois-Orléans, fratello del re di Francia Carlo VI. I francesi, quindi, forti di ciò, rivendicavano il ducato come proprietà di Carlo d'Orléans, figlio di Valentina e Luigi. Di contro, Alfonso D'Aragona, principe spagnolo, sosteneva che il defunto Filippo avesse fatto testamento a suo favore come ricompensa per l'aiuto durante gli scontri con i veneziani.
C'erano anche altri pretendenti alla successione del ducato, fra i quali Francesco Sforza, marito di Bianca Maria, figlia del defunto. Filippo Maria Visconti era stato costretto a darla in sposa allo Sforza col fine di averlo al suo servizio come capitano e suggellare con lui un'alleanza. Insieme a Sforza anche Ludovico di Savoia, fratello della duchessa consorte del Visconti, rivendicava la direzione del ducato.
Altro pretendente era Alberto VI d'Asburgo, pronipote di Bernabò Visconti (nonno di Filippo Maria Visconti); infine l'imperatore del Sacro Romano Impero Federico III d'Asburgo sosteneva che il ducato dovesse tornare in mano sua.

#### L'Aurea Repubblica Ambrosiana
La contesa del ducato fra Carlo d'Orleans, Alfonso D'Aragona, Francesco Sforza, Ludovico I di Savoia e gli altri fece piombare la città nel caos. Ciò permise ad un gruppo di cittadini milanesi, guidati da alcuni nobili e dai giuristi dell'università di Pavia, di riunirsi e proclamare, nell'agosto dello stesso anno, l'Aurea Repubblica Ambrosiana, trasformando Milano in un comune repubblicano. Vennero eletti al comando venti "Capitani difensori della libertà" e il potere venne messo nelle mani di Francesco Sforza, contendente alla direzione del ducato. Con Sforza al comando dell'esercito, la repubblica riuscì ad impadronirsi della maggior parte dei territori precedentemente in mano al Ducato di Milano, sconfiggendo le città ribelli di Piacenza, Pavia e Lodi. Anche le terre conquistate in precedenza dalla Repubblica di Venezia vennero nuovamente occupate.

#### Il tradimento di Sforza
Nel 1448, improvvisamente, Francesco Sforza cambiò fazione, schierandosi con la repubblica veneziana, poiché il Doge gli aveva promesso di sostenere le sue pretese come signore di Milano. In poco tempo l'esercito di Venezia, con Sforza al comando, riuscì a riprendersi le terre precedentemente perdute, mettendo in difficoltà l'Aurea Repubblica Ambrosiana. Nel mentre, il duca di Savoia Ludovico I intervenne a sostegno dei milanesi, ma fu sconfitto nel 1449 nella battaglia di Borgomanero. Intanto Venezia, pentita di aver messo così tanto potere nelle mani dello Sforza, tentò di finanziare in segreto la Repubblica Ambrosiana, ma era ormai troppo tardi. Nel marzo 1450 la repubblica cadde e Francesco Sforza fu proclamato duca di Milano dal Consiglio dei capitani e dal popolo: si era così risolta la contesa sulla direzione del ducato.

#### Milano e Venezia in guerra
Con Sforza al comando, il ducato riconquistò ben presto gran parte della Lombardia, strappandola ai veneziani. La Serenissima decise quindi di allearsi con Alfonso d'Aragona, già pretendente alla direzione del ducato, che intanto era stato incoronato re di Napoli e dei territori della regione spagnola d'Aragona. Anche l'imperatore Federico III d'Asburgo si unì all'alleanza.
Sforza, preoccupato dalla situazione, riuscì ad ingraziarsi Cosimo de' Medici ed il re di Francia Carlo VII. Quest'ultimo inviò in aiuto di Francesco Renato d'Angiò, nobile e condottiero francese, a condizione che il duca lo supportasse durante la conquista di Napoli (in mano agli spagnoli di Alfonso D'Aragona).

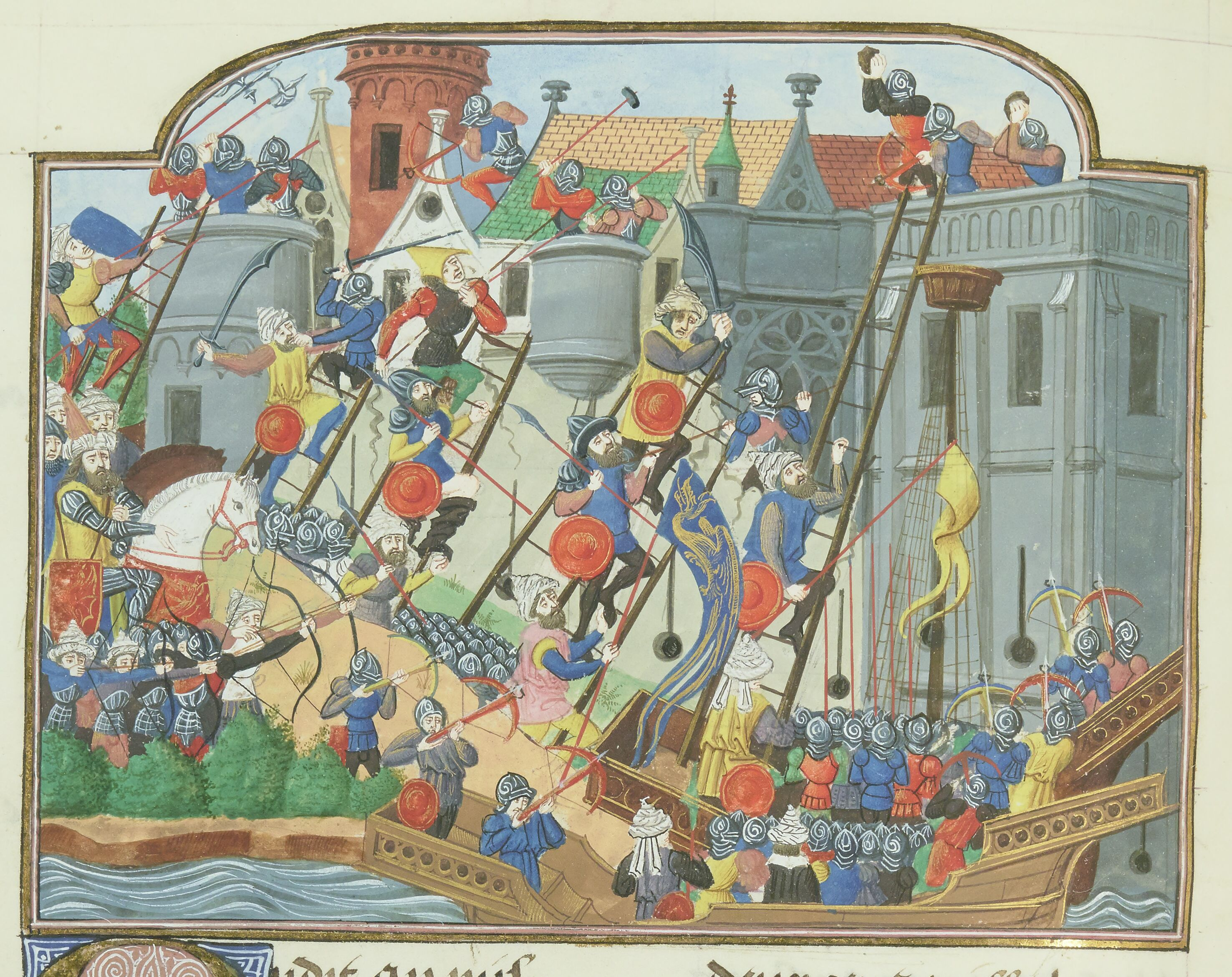
Philippe de Mazerolles, L'assedio di Costantinopoli, dalla Chronique de Charles VII di Jean Chartier, 1470 circa

#### La caduta dell'Impero Romano d'Oriente
I conflitti continuarono per diversi anni fra gli schieramenti delle due città, ma ben presto un evento mise in difficoltà la continuazione dello scontro. Nel 1453 Costantinopoli, ultimo baluardo cristiano a oriente e ultima espressione dell'Impero romano, venne assediata e presa dall'esercito ottomano del sultano Maometto II il Conquistatore. L'imperatore bizantino Costantino XI Paleologo era morto durante gli scontri, decretando così la definitiva distruzione dell'Impero Romano d'Oriente, o almeno di ciò che ne restava. 
Questo evento mise in grande pericolo i possedimenti veneziani nel Mar Egeo, costringendo la città a porre una temporanea tregua ai conflitti con Milano.

## Il trattato

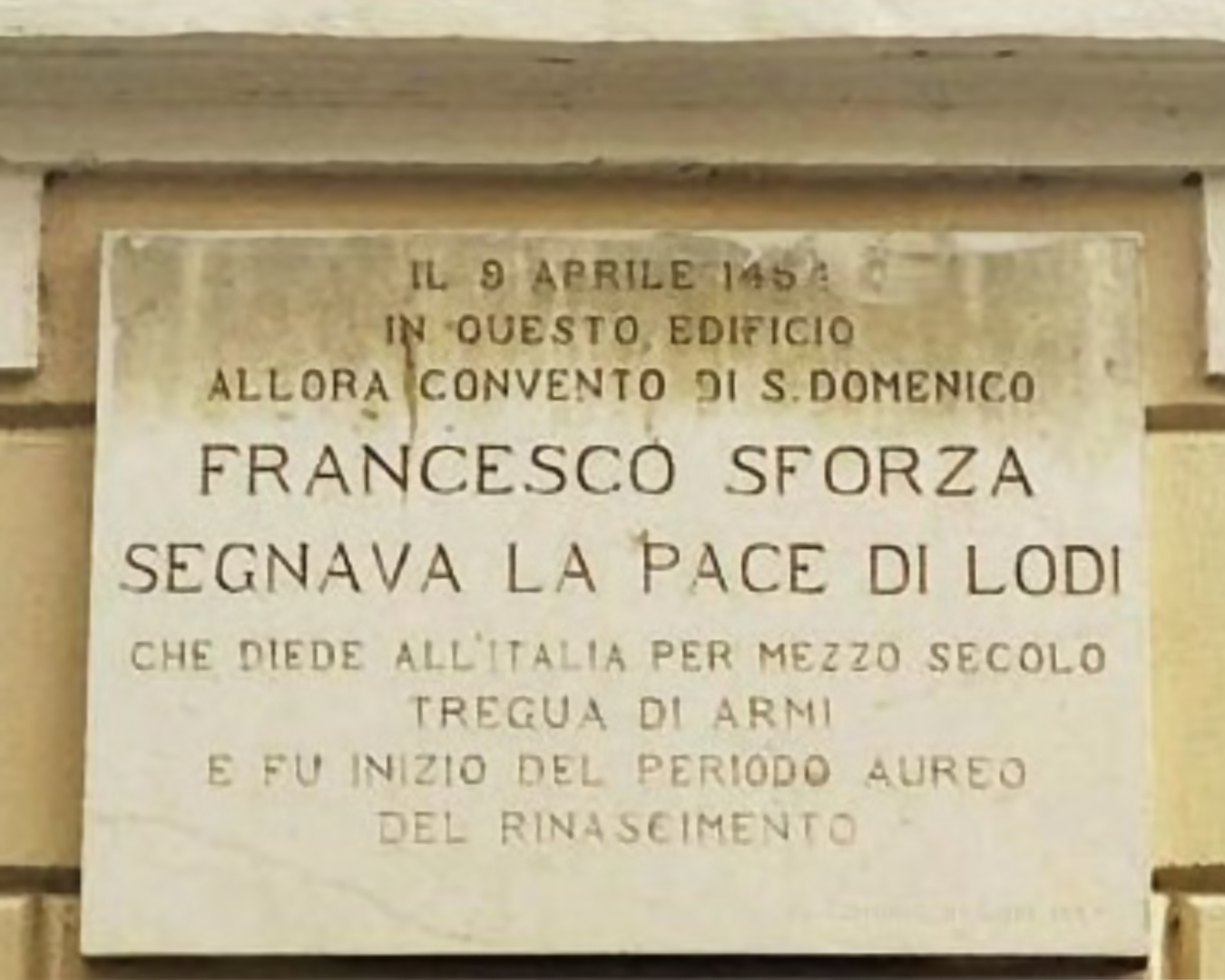
Targa commemorativa locata nell'ex convento di San Domenico a Lodi

Venezia e Milano conclusero la pace definitiva il 9 aprile 1454 presso la residenza di Francesco Sforza a Lodi; il trattato fu ratificato dai principali Stati regionali, primo fra tutti Firenze, passata da tempo dalla parte di Milano, complice il rapporto di lunga data fra Cosimo Medici e Francesco Sforza.
L'Italia settentrionale risultava in pratica spartita fra i due Stati, nonostante persistessero alcune altre potenze (i Savoia, la Repubblica di Genova, i Gonzaga e gli Estensi). In particolare, il trattato stabilì la successione di Francesco Sforza al Ducato di Milano, lo spostamento della frontiera tra i suddetti Stati sul fiume Adda, l'apposizione di segnali confinari lungo l'intera demarcazione (alcune croci scolpite su roccia sono tuttora esistenti). Rimasero in possesso di Venezia le terre di Asola, Lonato e Peschiera, rimanendo deluse le aspettative dei Gonzaga, che da sempre miravano a questi luoghi.
Con l'adesione nell'agosto 1454 anche di papa Niccolò V, di Alfonso D'Aragona e di altri Stati minori venne a crearsi una salda alleanza: la Lega Italica. Essa garantì per i successivi quarant'anni la pace e l'armonia fra le potenze italiane, dando vita a grande stabilità e permettendo il conseguente sviluppo del Rinascimento. 
La pace di Lodi, grazie alla cosiddetta Politica dell'equilibrio, impegnava alla difesa reciproca gli stati italiani, che rifiutavano ogni mira espansionistica gli uni sugli altri. La città di Firenze e Cosimo de' Medici si posero come “ago della bilancia” e garanti della pace insieme a Francesco Sforza.

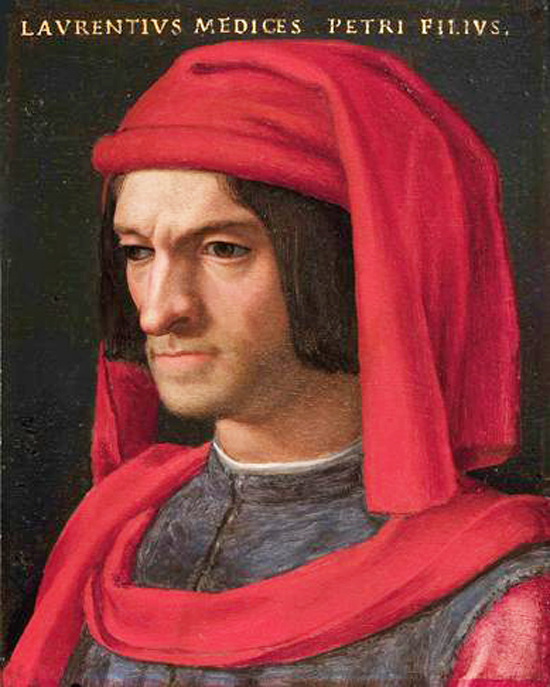
Agnolo Bronzino, Ritratto di Lorenzo de' Medici, olio su tela, 1555/1565, Galleria degli Uffizi, Firenze

## Lorenzo il Magnifico, erede della pace di Lodi

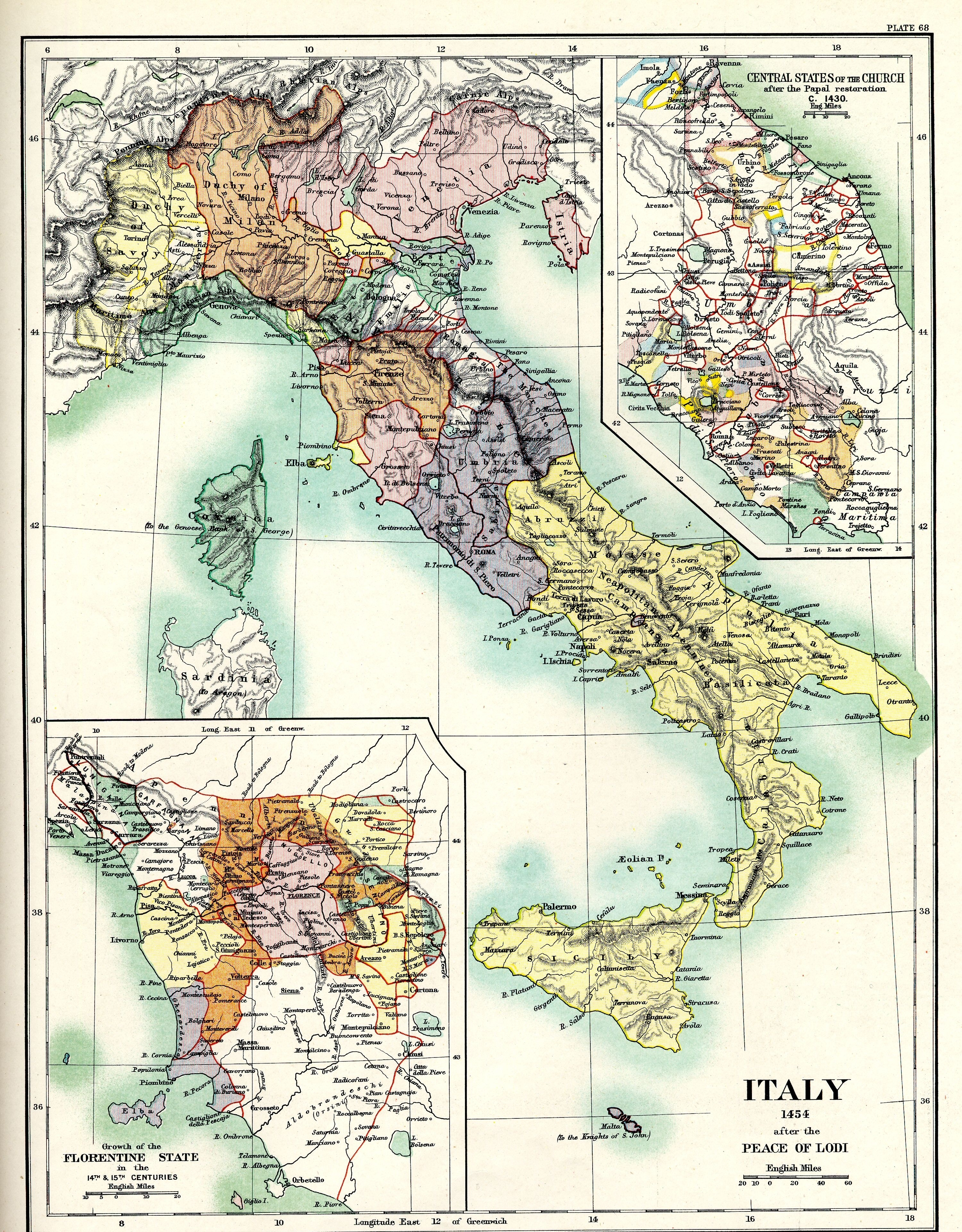
L'Italia dopo la pace di Lodi (1454)

La penisola italiana quarant'anni dopo la pace di Lodi, con una situazione geopolitica sostanzialmente immutata dalla firma del trattato

Durante la seconda metà del Quattrocento, epoca di grande sviluppo artistico e sociale, Lorenzo de' Medici, detto "Il Magnifico", era signore della Repubblica di Firenze e, insieme a papa Innocenzo VIII, il nuovo garante dei trattati stipulati anni prima. Con il fratello Giuliano aveva preso il posto del nonno come difensore di una pace che avrebbe dovuto mantenere l'Italia al sicuro dal pericolo dei grandi stati stranieri; essi stavano infatti diventando sempre più potenti e minacciosi.
Questa situazione contribuì a rendere l'Italia rinascimentale l'area più ricca d'Europa, ma dall'altro lato mantenne la penisola divisa in un periodo in cui i grandi stati si unificavano sotto potenti monarchie. Lorenzo si guadagnò il rispetto delle potenze estere, che lo consideravano al pari di un monarca, e riuscì ad allontanare l'Italia dalle mire dei francesi. Fu anche consigliere di importanti sovrani, tra i quali l'imperatore Federico III d'Asburgo.

## La caduta della Lega Italica
Il dominio di Lorenzo de' Medici su Firenze durò per oltre vent'anni fino a quando, nel 1492, a causa di un'ulcera cancrenosa, morì nella sua villa di Careggi. Lo stesso anno anche papa Innocenzo VIII morì, lasciando il posto ad Alessandro VI Borgia. I due garanti della pace italiana erano morti e la Lega Italica crollata.
Non essendo più presente una confederazione capace di legare tra loro gli Stati della penisola, i potenti sovrani europei volsero le loro mire espansionistiche verso il territorio Italiano. Esso si apprestava a diventare il principale campo di battaglia d'Europa per i sessantacinque anni successivi durante le cosiddette "Guerre d'Italia".